# Neàpolis d'Escítia
Neàpolis (en grec antic: Νεάπολις) fou una antiga fortalesa del Quersonès Tàuric i capital del regne d'Escítia Menor, que fou un regne dels escites establert a la Tàurida (Crimea). D'entre les fonts literàries només és coneguda per Estrabó, les informacions del qual són complementades per les troballes arqueològiques. En efecte, les restes de la ciutat s'han identificat en un jaciment arqueològic vora la ciutat de Simferòpol (fundada el 1784).
La ciutat, excavada esporàdicament a partir de 1827 i, de manera sistemàtica, a partir de 1945, fou fundada el segle ii aC sobre les ruïnes d'un assentament escita anterior, molt més modest, i amb el qual no té continuïtat. A despit del seu nom, Neàpolis fou una ciutat dels escites sense presència significativa de grecs, però culturalment i materialment hel·lenitzada amb el temps. Fou fundada, possiblement, com a resultat del desplaçament de poblacions escites cap al sud davant la pressió de les tribus sàrmates del nord, i que s'afegiren a les tribus dels taures i escites que habitaven l'interior del Quersonès Tàuric.
Neàpolis fou destruïda a final del segle ii aC, entre el 114 i el 108 aC, després que Diofant, general del rei Mitridates, derrotàs les tropes escites del rei Pàulac i ocupàs la ciutat: els escites es revoltaren contra Mitridates i Diofant assetjà i destruí la ciutat. Neàpolis no es recuperà, tot i que continuà habitada fins al segle iii dC. Sembla que a les invasions dels gots (252-254) ja havia estat totalment abandonada.
El segle xvi, els kans de Crimea construïren vora les ruïnes de Neàpolis una fortalesa per protegir la seva capital dels atacs dels nòmades, que anomenaren Aqmescit o Ak Mecet. Posteriorment, el 1784 s'hi fundà la nova ciutat de Simferòpol, que acull les ruïnes arqueològiques de Neàpolis.